# Ryan-Air-Services-Flug 103
Auf dem Ryan-Air-Services-Flug 103 (Flugnummer ICAO:
RYA103, IATA: 7S103) verunglückte am 23. November 1987 eine von der Ryan Air Services betriebene Beechcraft 1900C, mit der ein Regionalflug von Kodiak nach Homer innerhalb des US-Bundesstaates Alaska durchgeführt wurde. Kurz vor der geplanten Landung ging die Steuerbarkeit der Maschine verloren und die Beechcraft stürzte zu Boden, wobei 18 der 21 Personen an Bord getötet wurden.

## Maschine
Bei der betroffenen Maschine handelte es sich um eine Beechcraft 1900C. Die Maschine wurde im Jahr 1986 endmontiert und trug die Werknummer UB-58. Es handelte sich um die 58. Maschine des Typs Beechcraft 1900 aus laufender Produktion. Die Maschine wurde zunächst für Testflüge beim Hersteller mit dem Testkennzeichen N29951 zugelassen und schließlich am 25. Oktober 1986 mit dem Luftfahrzeugkennzeichen N401RA neu an die Ryan Air Services ausgeliefert. Das zweimotorige Regionalverkehrsflugzeug war mit zwei Turboproptriebwerken des Typs Pratt & Whitney Canada PT6A-65B ausgestattet.

## Besatzung
Es befand sich eine zweiköpfige Besatzung an Bord, bestehend aus einem Flugkapitän und einem Ersten Offizier. Auf dem Regionalflug waren keine Flugbegleiter vorgesehen.
- Der 26-jährige Flugkapitän war am 11. April 1984 durch die Ryan Air Services eingestellt worden. Er wurde zunächst als Erster Offizier an Bord der Beechcraft 1900 eingesetzt. Am 19. Mai 1987 wurde er zum Kapitän von Maschinen dieses Typs befördert, nachdem er drei Tage zuvor seine Fortbildung abgeschlossen hatte. Er verfügte über 7.087 Stunden Flugerfahrung, von denen er 4.420 mit der Beechcraft 1900 und 714 Stunden als Pilot flying an Bord dieser Maschinen absolviert hatte.
- Der 40-jährige Erste Offizier gehörte seit dem 16. Oktober 1986 zur Belegschaft der Ryan Air Services. Er wurde am 21. November 1986 – und damit einen Tag nach dem Bestehen seiner Flugfertigkeitsprüfungen – zum Ersten Offizier an Bord der Beechcraft 1900 ernannt. Der Erste Offizier verfügte über 10.532 Stunden Flugerfahrung, wovon er 300 Stunden an Bord der Beechcraft 1900 absolviert hatte. Sämtliche Erfahrung mit der Beechcraft 1900 wurde im Rang des Ersten Offiziers absolviert.

## Passagiere
Den Regionalflug von Kodiak nach Homer hatten 19 Passagiere angetreten, womit alle verfügbaren Passagiersitzplätze besetzt waren. Unter den Passagieren befanden sich viele Jäger. Die meisten Passagiere waren männlich, nur zwei Frauen waren zugestiegen.

## Flugverlauf und Unfallhergang
Dieselbe Flugzeugbesatzung war an diesem Tag bereits einmal auf dem Flug RYA102 von Anchorage nach Kodiak geflogen. Die Betankung auf dem Flughafen Anchorage war um 16:05 Uhr, die Landung auf dem Flughafen Kodiak um 17:09 Uhr erfolgt. Die Maschine war beim Start in Kodiak voll beladen, neben einer Vollauslastung durch die Passagiere befanden sich 1.437 Pfund Fracht und Gepäck an Bord. Die Maschine ging nach dem Abheben nochmal auf die Landebahn herunter und beschleunigte um weitere 15 Knoten, bevor sie nochmals rotierte. Die Beechcraft befand sich um 18:19 Uhr im Anflug auf Homer, als die Freigabe für einen VOR/DME-Anflug auf Landebahn 03 erteilt wurde. Die Besatzung meldete fünf Minuten später, dass sie sich noch zwei Meilen vom Flughafen entfernt befinde. Im Endanflug schaukelten die Tragflächen hin und her, die Maschine fiel dann um 18:25 Uhr vor der Schwelle der Landebahn 03 zu Boden, traf die Umzäunung des Flughafens und schlitterte auf der Rumpfunterseite, ehe sie zum Stehen kam. Es kam nicht zu einem Brand. Der Rumpf blieb während des Aufpralls intakt, aber die Rumpfunterseitenstruktur wurde stark verformt und die vertikalen Aufprallkräfte übertrafen die Belastungsgrenzen der Sitzkonstruktionen, die daraufhin nachgaben. Das Rettungspersonal hatte Schwierigkeiten, die Stromversorgung des Flugzeugs abzuschalten, was die Bergung des Ersten Offiziers aus dem Wrack verzögerte. Beide Piloten und 16 der 19 Passagiere kamen ums Leben.

## Ursache
Das National Transportation Safety Board (NTSB) übernahm nach dem Unfall die Ermittlungen. Die Untersuchung ergab, dass das Flugzeug mit ungefähr 600 Pfund (ca. 272 Kilogramm) mehr Fracht beladen worden war, als der Erste Offizier angefordert hatte. Der Schwerpunkt lag 8 bis 11 Zoll (ca. 20 bis 25 Zentimeter) hinter der zulässigen hinteren Grenze, womit die Maschine stark hecklastig war. Es wurde zudem festgestellt, dass die Flugbesatzung sich bei der Berechnung des Schwerpunktes nicht an die durch das Unternehmen und die Federal Aviation Administration vorgegebenen Verfahren gehalten hatte. Während des Fluges hatte sich eine Eisschicht mit einer Dicke von bis zu 3/8-Zoll (ca. 9,5 Millimeter) an den Tragflächenvorderkanten angesammelt. Es gab Hinweise darauf, dass die Besatzung die Kontrolle über die Maschine verloren hatte, als die Auftriebshilfen ausgefahren wurden. Flugtests ergaben, dass keine nennenswerten Beeinträchtigungen bei der Steuerung der Maschine mit einer Eisschicht von bis zu 1,5 Zoll an den Tragflächenvorderkanten zu erwarten gewesen wären, dass sich jedoch die statische Stabilität während des Ausfahrens der Auftriebshilfen verschlechtern würde.
Als Unfallursache gab das NTSB das Versäumnis der Flugbesatzung an, die Beladung des Flugzeugs ordnungsgemäß zu überwachen, wodurch der Schwerpunkt so weit nach hinten verschoben wurde, dass die Steuerbarkeit verloren ging, als die Auftriebshilfen zur Landung abgesenkt wurden.